# Phalanger matanim
Espèce
Statut de conservation UICN

PED : Peut-être éteint
Phalanger matanim est une espèce de mammifère de la famille des Phalangeridae.
Ce couscous de Nouvelle-Guinée doit son nom anglais de Telefomin Cuscus au groupe ethnique néo-guinéen des Telefols qui connaissait l'animal bien avant qu'il soit identifié par le zoologiste australien Tim Flannery.

## Distribution
Cette espèce est endémique des forêts de chênes le long de la rivière Nong au centre de la Papouasie-Nouvelle-Guinée, elle se rencontre à une altitude comprise entre 1 400 et 2 600 m.
Après la sècheresse et les feux de forêts de 1997, ces forêts ont été détruites et il est possible que l'animal a ainsi disparu.

## Publication originale
- Flannery, 1987 : A new species of Phalanger (Phalangeridae: Marsupialia) from montane Papua New Guinea. Records of the Australian Museum, vol. 39, n. 4, p. 183-193.